# Humbert de Billens (évêque)
Humbert de Billens, mort avant le 3 octobre 1398, est un ecclésiastique vaudois, évêque de Sion (1388-1392). Il appartient à la famille de Billens, issue de la petite noblesse originaire du Pays de Vaud.

## Biographie

### Origines
Humbert de Billens est attesté à partir de 1349. Il est le fils d'Aymon de Billens et Eléonore de Gruyère. Il est le petit-fils du seigneur Humbert de Billens.
Sa famille est vassale des comtes de Savoie, participant notamment à l'administration de la baronnie de Vaud.

### Épiscopat
Il est doyen de Neuchâtel, ainsi que prévôt de Bâle, pour la période de 1375 à 1396. Il ne s'est toutefois jamais établit dans cette ville, puisque le diocèse de Bâle est resté fidèle au pape romain Urbain VI (échappant ainsi à la papauté d'Avignon, clémentine).
Proche de la maison de Savoie, il est le candidat du comte Amédée VII pour succéder à Édouard de Savoie sur le trône de Sion. Si le chapitre élit successivement Guillaume de Beauregard (ou Guillaume de La Baume-Saint-Amour, selon la tradition, en 1386), puis Robert Chambrier (1387), le pape d'Avignon Clément VII le nomme évêque de Sion, le 7 février 1388.
Cette nomination est contestée, notamment par les chanoines qui reçoivent le soutien du pape Urbain VI. Ce dernier nomme Henri de Blanchis (de Blanches) de Vellate. 
Des conflits éclatent et la population du Haut-Valais refuse le candidat « au service la maison de Savoie ». Humbert de Billens, malgré le soutien du comte Amédée VII, se plaint en 1393 auprès du pape Clément VII des difficultés à faire reconnaître son autorité. Il obtient du pontife « la réserve de tous les bénéfices vacants dans les diocèses de Sion et de Lausanne jusqu'à concurrence d'un revenu annuel de 500 florins. » Il faut attendre la nomination Guillaume de Rarogne pour que la région se pacifie.
Humbert de Billens meurt avant le 3 octobre 1398.